# Cantone di Limogne-en-Quercy
Il Cantone di Limogne-en-Quercy era una divisione amministrativa dell'arrondissement di Cahors.
È stato soppresso a seguito della riforma complessiva dei cantoni del 2014, che è entrata in vigore con le elezioni dipartimentali del 2015.
Comprendeva i comuni di:
- Beauregard
- Calvignac
- Cénevières
- Concots
- Laramière
- Limogne-en-Quercy
- Lugagnac
- Promilhanes
- Saillac
- Saint-Martin-Labouval
- Varaire
- Vidaillac